# Шекдар, Джим
Джим Шекдар (англ. Jim Shekhdar) — английский океанский гребец, первый человек, совершивший в 2000–2001 годах одиночный, безостановочный переход на вёсельной лодке через Тихий океан.

## Биография
Шекдар родился в 1946 году в Англии, в городе Ройал-Лемингтон-Спа. С 7 до 12 лет жил в Индии, где выучил язык хинди.
Вернувшись в Англию, он поступил в университет, где обучался строительной инженерии. Шекдар был отличным игроком в водное поло, но был принуждён прекратить участие в соревнованиях после финансового инцидента при перелёте на международный матч.
Он обосновался в Австралии на год с половиной, занимаясь в это время игрой в рэгби и работая инженером. Затем он переезжал последовательно в Папуа Новую Гвинею, в Африку, Ближний Восток, Новую Зеландию и Лас-Вегас. Наконец, он вернулся в Англию, где ему снова разрешили играть в водное поло, но после того, как он сбросил судью в воду, ему был вновь наложен пожизненный запрет, который, однако, был через какое-то время снят опять.

## Океанская гребля
Шекдар заинтересовался океанской греблей после прочтения книги Джона Ридгвея (англ. John Ridgway), британского яхтсмена и гребца, о его трансатлантическом вёсельном переходе с сэром Чарльзом Блитом (англ. Chay Blyth). Сначала он хотел начать своё рискованное предприятие в команде с Ридгвеем или Блитом, но ни один из них не заинтересовался.
В 1997 году он узнал об атлантическом вёсельном переходе, организованном компанией сэра Чарльза, Challenge Business, и присоединился к нему с неким Дэвидом Джексоном. Они прошли на лодке от Тенерифе до Барбадоса за 65 дней.

### Через Тихий океан
Трансатлантический переход дал Шекдару заряд энтузиазма, и его взгляд вскоре обратился к Тихому океану. Питер Бёрд уже проходил на вёслах Тихий океан, однако он застрял на Гавайях и потом в конце концов неудачно закончил своё предприятие, когда его спасли уже в 33 милях от австралийского побережья. Таким образом, первенство одиночного полностью автономного перехода через Тихий океан ещё не было взято. У Шекдара был артрит тазобедренного сустава, и он ожидал операции по его замене, однако, несмотря на боли, решил отложить операцию, чтобы совершить задуманный переход.
Его предшественник Бёрд стартовал из Сан-Франциско и на Гавайях сел на мель. Чтобы избежать этого, Шекдар решил выйти из Южной Америки, откуда, по его расчётам, должен быть более гладкий путь через Тихий океан. Изначально он выбрал место старта в Чили, но ему отказали в разрешении, и тогда он отправился из Перу (порт Ило).
Джим Шекдар описывает свою лодку «Le Shark», названную в честь лондонских спонсоров гребца, сети магазинов готовой одежды «Le Shark», как «большую лодку», весом 800 килограмм со стальным килем и специально разработанным дизайном. Длина лодки достигала 7 метров. Она была загружена запасом продуктов на 8 месяцев.
54-летний Шекдар отошёл из перуанского портового города Ило 29 июня 2000 года и прибыл в Австралию 30 марта 2001 года за 274 дня. В течение путешествия он десять раз встречался с акулами и едва не столкнулся с танкером. Первоначально Джим Шекдар предполагал, что его переход займёт не более восьми месяцев (240 дней), и под конец у него почти закончилась провизия.
На подходе к острову Северный Стратбрук (30 км к юго-западу от города Брисбен) его лодка перевернулась в прибойной волне, и последние тридцать метров он был вынужден самостоятельно вплавь добираться до берега, где его ожидали встречающие, в том числе его жена с детьми.

## Другие приключения
В 2003 году Джим Шекдар безуспешно пытался совершить одиночный переход из Квинсленда (Австралия) до Кейптауна (Южная Африка). Был спасён австралийскими службами, эта операция стоила более 100000 австралийских долларов. Позже он возобновил попытку, и он был вынужден снова просить помощи, на что также была затрачена определённая шестизначная сумма.